# Iglesia de Maria Liberatrice a Monte Testaccio
La iglesia de Santa Maria Liberatrice (del italiano: Chiesa di Santa Maria Liberatrice) es una de las iglesias de Roma.

## Historia
Situada en Roma, es la única parroquia del barrio romano de Testaccio. Está confiada a los salesianos. Su construcción trata de inicios del siglo XX (1906-1908). En aquella época la población de Testaccio era exclusivamente trabajadora. El alcalde Ernesto Nathan encargó a Domenico Orano la promoción cultural y social de la zona. El papa Pio X confió la parroquia, proyecto del arquitecto Mario Ceradini, primero a los benedictinos, y finalmente a los salesianos, los cuales ya se encontraban trabajando en el distrito.
El papa deseaba que aquella nueva iglesia fuese particularmente legada a la memoria del pueblo romano. Por ello le dio el título de Santa Maria Liberatrice, el mismo título que la iglesia del mismo nombre construida en el siglo XIII sobre las ruinas de Santa Maria Antiqua al Foro y reconstruida por Onorio Longhi en 1617.
El papa donó la venerada imagen de "Santa Maria libertadora de las penas del infierno". Este antiquísimo fresco, ligeramente cóncavo, provenía del ábside de la iglesia antigua, y sobrevivió a la matanza de los Oblatos de Tor de' Specchi, cuyo escudo de armas actualmente adorna la iglesia junto a los de los salesianos y Pio X.
La historia de la iglesia se resume en una inscripción en su interior: Esta iglesia perpetúa el culto a Santa María Libertadora, elevando el título y el icono de la iglesia homónima demolida en el siglo XVI en el año MDCCCXCIX. Custodia la memoria de Santa María la antigua, el primer santuario de la madre de Dios en el mundo. Los salesianos del venerable Juan Bosco con la ayuda de sus colaboradores y de los Nobles Oblatos de Tor de' Specchi levantaron el renovado Santuario para honrar a su Santidad Pio X en el año jubilar de su sacerdocio.